# Bantu Continua Uhuru Consciousness
Bantu Continua Uhuru Consciousness (BCUC) est un groupe de six à sept membres de Soweto, en Afrique du Sud. Leur musique est décrite comme « la future pop psychédélique africaine ».  
Formé en 2003, il chante dans les 11 langues officielles de l'Afrique du Sud. Le groupe est composé de Nkosi « Jovi » Zithulele, Kgomotso Mokone, Thabo « Cheex » Mangle, Mritho Luja, Lehlohonolo « Hloni » Maphunye et Skhumbuzo Mahlangu, avec Mosebetsi Ntsimande du groupe Uju comme bassiste vedette.

## Histoire
En 2018, BCUC sort son deuxième album, Emakhosini, qu'ils ont enregistré à Lyon. The Guardian donne à l'album 4 étoiles sur 5, le décrivant comme plein de « voix d'harmonie émouvantes » et comme faisant écho aux « styles de township » de la musique populaire sud-africaine.
En 2019, leur troisième album, The Healing est sorti. The Guardian lui donne 4 étoiles sur 5, le percevant comme « grisant » et « continuant à surprendre ».

## Albums
- 2016 : Our truth[5]
- 2018 : Emakhosini[6]
- 2019 : The Healing[7]
- 2023 : Millions of us[8]
- 2023 : Elektronikalizer 10"Dubplate[9]

## Membres
- Nkosi "Jovi" Zithulele
- Kgomotso Mokone
- Thabo "Cheex" Mangle
- Mritho Luja
- Lehlohonolo "Hloni" Maphunye
- Skhumbuzo Mahlangu
- Mosebetsi Ntsimande